# Ephydra dorsala
Ephydra dorsala är en tvåvingeart som beskrevs av Hu och Yang 2002. Ephydra dorsala ingår i släktet Ephydra och familjen vattenflugor. Inga underarter finns listade i Catalogue of Life.